# Stiftung Schifffahrtsstandort Deutschland
Die Stiftung Schifffahrtsstandort Deutschland mit Sitz in Hamburg ist gemeinnützig und unterstützt die nautische und technische Ausbildung sowie Qualifizierung von Seeleuten.

## Geschichte
Die Stiftung wurde Ende 2012 mit Sitz in Hamburg vom Verband Deutscher Reeder gegründet und als rechtsfähige Stiftung des bürgerlichen Rechts anerkannt. Sie hat im Januar 2013 ihre Arbeit aufgenommen.
Die Stiftung Schifffahrtsstandort Deutschland ist mit der Aufgabe betraut, von Reedern im Rahmen der Erteilung von Ausflaggungsgenehmigungen Ablösebeträge zu erheben. Dies Geld soll für die nautische und technische Ausbildung, Qualifizierung und Fortbildung von Besatzungsmitgliedern ausgezahlt werden. Damit wird den Seeleuten bei der Fortbildung geholfen. Voraussetzung ist, dass die Seeleute auf in deutschen Schiffsregistern eingetragenen Seeschiffen beschäftigt sind.

## Ergebnisse
Die Ablösebeiträge betrugen je nach Schiffsgröße zwischen 2.000 und 16.169 € pro Schiff und Jahr und seit 2013 wurden über 120 Mio. € eingenommen. In den letzten Jahren wurden jährlich rund 1300 Seeleute finanziell unterstützt.